# Jean Papon
Pour les articles homonymes, voir Papon.
Jean Papon (né au Crozet vers 1507 et mort à Marcoux, dans le Comté de Forez, le 6 novembre 1590), est un jurisconsulte et un écrivain français.

## Biographie
Petit-fils de Jacques Papon, lieutenant général au bailliage de Roannais, et fils de Pierre Papon, notaire au Crozet, il consacre sa vie à l'étude de la jurisprudence. Compatriote et ami d'Anne d'Urfé, le frère aîné d'Honoré d'Urfé, il tente de les réconcilier. Secrétaire de Jacques d'Albon de Saint-André, il lui doit la suite de sa carrière.
En 1529, il est juge royal à Montbrison, en 1543 lieutenant général civil et criminel au bailliage de Forez, maître des requêtes de Catherine de Médicis. Il est anobli en 1578 par le roi Henri III. Ses armes seront : « d’or à la croix d’azur accompagnée de 4 pointes de gueule mouvant du chef, 2 à dextre et 2 à senestre ».  Il meurt au château de Goutelas à Marcoux le 6 novembre 1590 et est inhumé à l'église de Notre-Dame de Montbrison, en la chapelle St-Roch. Il a eu deux fils, Loÿs Papon (1539-1599) et Étienne Papon.

## Œuvres

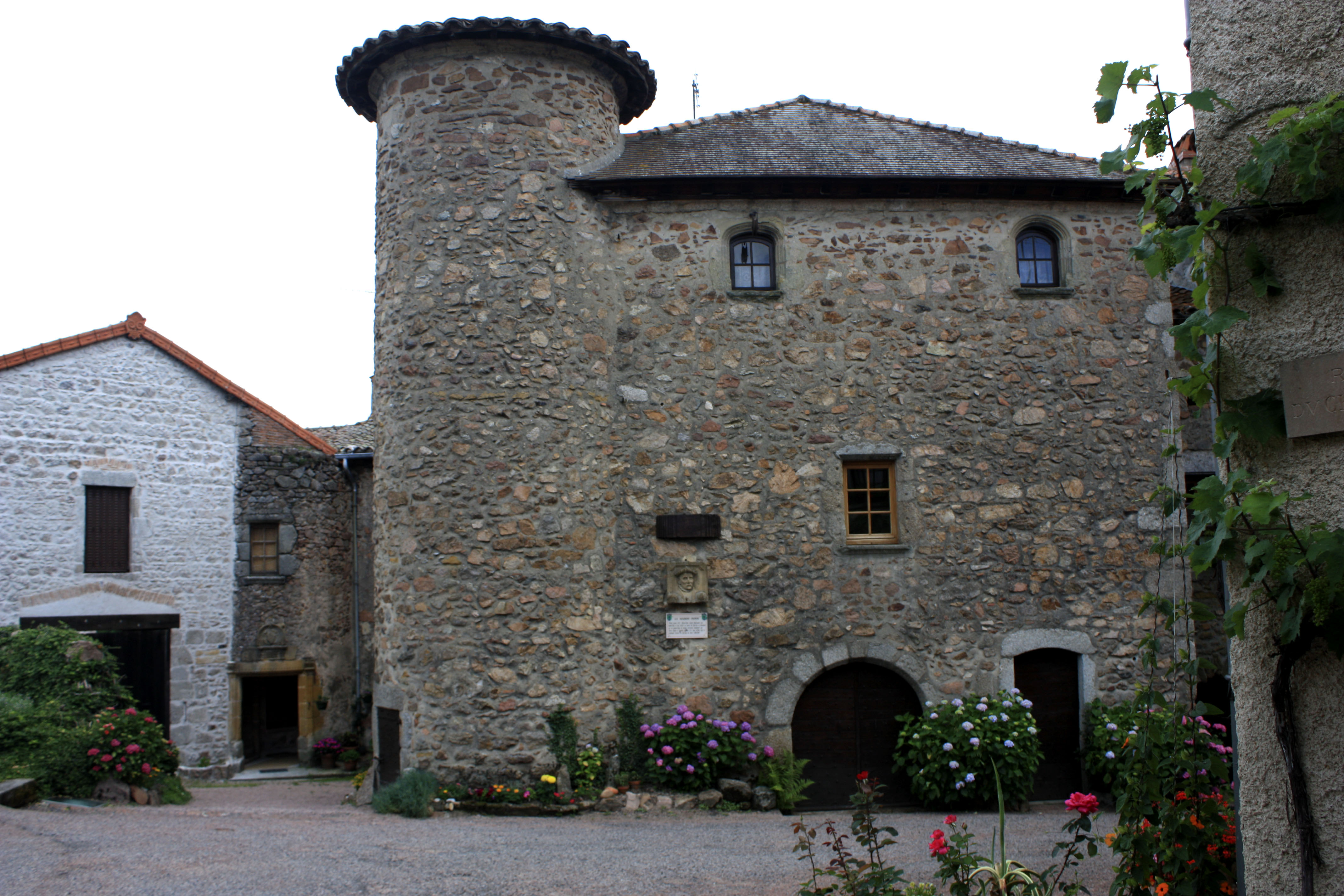
Maison de Jean Papon au Crozet.

Il a produit de savants écrits : Commentaires sur les coutumes du Bourbonnais, Recueil d'arts notables des cours souveraines de France, Les Trois Notaires, ainsi que d'autres travaux et études.
- Recueil d'arrestz notables des courts souveraines de France, ordonnez par tiltres, en vingt-quatre livres, (1556), 1559, troisième édition 1565, souvent rééditée jusqu'au milieu du XVIIe siècle.
- Notaires de Jean Papon, première édition, Lyon, 1575-1578, in-folio.
- Troisième et dernier notaire de Jean Papon. Seconde édition, à Lyon, par Jean de Tournes, .uni.Xxxiii, in-f° de 800 pages,
- Instrument du premier notaire de Jean Papon. Troisième édition, à Lyon, par Jean de Tournes, mplxxxv, in-f° de 757 pages,

## Sources
- E. Berriot-Salvadore, « L'illustration d'une bourgeoise sagesse : Les Arrestz notables de Jean Papon », in Études sur Etienne Dolet, Genève : Droz, 1993.
- Claude Longeon, « Jean Papon », in Les écrivains foreziens du XVIe siècle, Saint-Étienne, 1970.
- Mireille Delmas-Marty, Antoine Jeammaud, Olivier Leclerc, Droit et humanisme : autour de Jean Papon, juriste forézien.  : , ., Paris, Classiques Garnier, 2015, 273 p. (ISBN 978-2-8124-3599-7, lire en ligne)
- Vincent Durand, Notice sur les deux testaments et le tombeau de Jean Papon. Saint-Étienne, : Librairie Chevalier, 1869. lire en ligne